# بين مورتون
بين مورتون (بالإنجليزية: Ben Morton)‏ (28 أغسطس 1910 بشفيلد في المملكة المتحدة - 1 نوفمبر 1962) هو لاعب كرة قدم بريطاني (وحمل سابقاً جنسية المملكة المتحدة لبريطانيا العظمى وأيرلندا) في مركز الهجوم. لعب مع سويندون تاون ومانشستر يونايتد ونادي توركي يونايتد ووولفرهامبتون واندررز ونادي ستوربريدج.